# Estádio Municipal Dr. José Vieira de Carvalho
O Estádio Municipal Dr. José Vieira de Carvalho é um estádio de futebol situado na cidade da Maia. Inaugurado em 1984, possuí relvado natural e excelentes condições para a prática de atletismo, e tem capacidade para cerca de 12 000 espectadores.
Esta infraestrutura municipal foi a casa do extinto Futebol Clube da Maia, e desde 2009 passou a ser usado pelo seu sucessor o Futebol Clube Maia Lidador.
Recentemente, a pista de atletismo recebeu obras de requalificação, integradas nas novas valências do Centro de Alto Rendimento da Maia.